# Liptovský Hrádok
Liptovský Hrádok (prononciation slovaque : [ˈliptɔu̯skiː ˈɦraːdɔk], hongrois : Liptóújvár [ˈliptoːuːjvaːr], allemand : Liptau-Hradek ou Neuhäusel in der Liptau) est une ville de Slovaquie située dans la région de Žilina.

## Étymologie
L’adjectif liptovský fait référence à Liptov, la région historique où la ville est située. Hrádok est un diminutif de hrad qui signifie « château fort ».
L’adjectif correspondant en slovaque est liptovskohrádocký ; le gentilé est Liptovskohrádočan (Liptovskohrádočanka au féminin).

## Géographie

### Situation
Liptovský Hrádok se situe au confluent du Váh et de la Belá, dans la vallée de la région Liptov, au pied des Basses Tatras et des Tatras occidentales, à 9 km au sud-est de Liptovský Mikuláš.

### Communes limitrophes
| Vavrišovo Liptovský Peter | Pribylina         | Liptovská Kokava |
| Podtureň                  | Liptovský Hrádok  | Hybe             |
|                           | Liptovská Porúbka |                  |

## Histoire

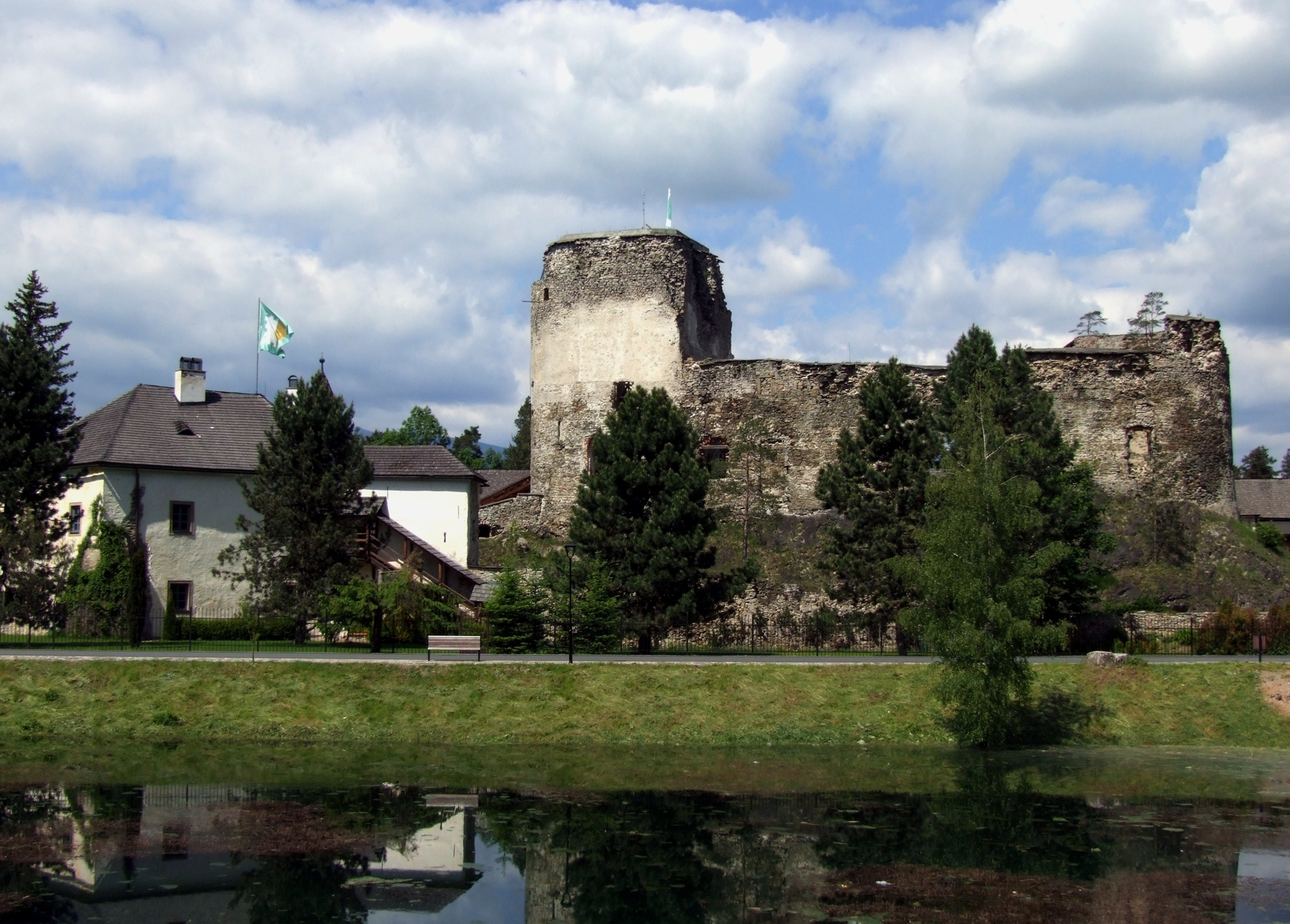
Le château de Liptovský Hrádok

La première mention écrite de la ville date de 1341.
Le 29 juin 1945, elle est prise par la Première Brigade tchécoslovaque de partisans « Général Milan Rastislav Štefánik ».

## Démographie

### Évolution de la population
| Année:               | 1994. | 2004.   | 2014.   | 2024.   |
| -------------------- | ----- | ------- | ------- | ------- |
| Nombre de personnes: | 8606  | 8019    | 7629    | 6950    |
| Différence:          |       | -6,82 % | -4,86 % | -8,90 % |

| Année:               | 2023. | 2024.   |
| -------------------- | ----- | ------- |
| Nombre de personnes: | 7003  | 6950    |
| Différence:          |       | -0,75 % |

## Culture
Liptovský Hrádok accueille en 2019 le congrès international de la jeunesse.

## Jumelages
- Hradec nad Moravicí (Tchéquie)
- Stary Sącz (Pologne)